# John Belasyse, baron Belasyse
John Belasyse, primul baron Belasyse (sau Bellasis) PC (n. 24 iunie 1614 – d. 10/20 septembrie 1689, Greater London, Anglia, Regatul Unit) a fost un nobil englez, ofițer regalist și membru al Parlamentului, remarcat pentru rolul său în timpul și după războiul civil. A suferit o lungă perioadă de timp. vraja de închisoare în timpul complotului popist, deși nu a fost niciodată adus în judecată. Din 1671 până la moartea sa a trăit în Whitton, lângă Twickenham, în Middlesex. Samuel Pepys a fost impresionat de colecția sa de picturi, care a dispărut de mult.

## Origini
S-a născut la Newburgh Grange, Yorkshire și a fost botezat la 24 iulie 1614 la Coxwold, Yorkshire. A fost al doilea fiu al lui Thomas Belasyse, primul viconte Fauconberg (1577–1652), membru al Parlamentului pentru Thirsk în Parlamente scurte și lungi, de soția sa Barbara Cholmondeley, o fiică a lui Sir Henry Cholmondeley din Roxby în Yorkshire.